# Tweede klasse 2002-03 (voetbal België)
Het seizoen 2002/2003 in Tweede klasse ging van start op 14 augustus 2002 en liep ten einde op 11 mei 2003. Daarna was er nog een eindronde. Cercle Brugge haalde de titel en promoveerde zo naar eerste klasse. K. Heusden-Zolder SK won de eindronde en promoveerde zo mee.

## Gedegradeerde teams
Deze teams waren gedegradeerd uit de Eerste klasse voor de start van het seizoen:
- Door de licentieproblemen van KSC Eendracht Aalst en Racing White Daring Molenbeek degradeerden er geen teams aan het einde van het seizoen 2001-2002 in eerste klasse.

## Gepromoveerde teams
Deze teams waren gepromoveerd uit de Derde klasse voor de start van het seizoen:
- SV Zulte-Waregem, kampioen in Derde klasse A
- KAS Eupen, kampioen in Derde klasse B
- KFC Vigor Wuitens Hamme, via eindronde

## Promoverende teams
Deze teams promoveerden naar Eerste klasse op het eind van het seizoen:
- Cercle Brugge (kampioen)
- K. Heusden-Zolder SK (winnaar eindronde)

## Degraderende teams
Deze teams degradeerden naar Derde klasse op het eind van het seizoen:
- RFC Liège (geen licentie)
- Geen enkele club degradeerde sportief door de financiële problemen van KV Mechelen en KFC Lommel SK, die van eerste klasse naar derde klasse degradeerden waardoor K. Patro Maasmechelen - de laatste in de eindstand - zeker was van het behoud en het het volgende seizoen nog altijd in tweede klasse mocht spelen.

## Eindstand
|    |    |                         | P  | W  | G  | V  | +  | -  | DS  | Ptn |
| -- | -- | ----------------------- | -- | -- | -- | -- | -- | -- | --- | --- |
| K  | 1  | Cercle Brugge           | 34 | 20 | 9  | 5  | 65 | 36 | 29  | 69  |
| EP | 2  | KAS Eupen               | 34 | 17 | 13 | 4  | 54 | 32 | 22  | 64  |
| EP | 3  | K. Heusden-Zolder SK    | 34 | 15 | 12 | 7  | 52 | 33 | 19  | 57  |
| EP | 4  | SV Zulte-Waregem        | 34 | 15 | 10 | 9  | 51 | 40 | 11  | 55  |
| EP | 5  | FC Denderleeuw EH       | 34 | 14 | 11 | 9  | 56 | 40 | 16  | 53  |
|    | 6  | RCS Visétois            | 34 | 14 | 10 | 10 | 48 | 41 | 7   | 52  |
| D  | 7  | RFC Liège               | 34 | 13 | 9  | 12 | 46 | 47 | -1  | 48  |
|    | 8  | KFC Verbroedering Geel  | 34 | 11 | 14 | 9  | 35 | 33 | 2   | 47  |
|    | 9  | KFC Strombeek           | 34 | 12 | 8  | 14 | 55 | 52 | 3   | 44  |
|    | 10 | KSK Ronse               | 34 | 11 | 9  | 14 | 38 | 42 | -4  | 42  |
|    | 11 | KFC Vigor Wuitens Hamme | 34 | 11 | 9  | 14 | 50 | 63 | -13 | 42  |
|    | 12 | R. Excelsior Virton     | 34 | 9  | 15 | 10 | 43 | 37 | 6   | 42  |
|    | 13 | KMSK Deinze             | 34 | 11 | 7  | 16 | 37 | 52 | -15 | 40  |
|    | 14 | KVK Tienen              | 34 | 11 | 6  | 17 | 37 | 60 | -23 | 39  |
|    | 15 | KSV Ingelmunster        | 34 | 10 | 9  | 15 | 50 | 58 | -8  | 39  |
|    | 16 | KFC Dessel Sport        | 34 | 10 | 8  | 16 | 48 | 63 | -15 | 38  |
|    | 17 | KSV Roeselare           | 34 | 8  | 10 | 16 | 45 | 49 | -4  | 34  |
| ED | 18 | K. Patro Maasmechelen   | 34 | 5  | 9  | 20 | 31 | 63 | -32 | 24  |

P: wedstrijden gespeeld, W: wedstrijden gewonnen, G: gelijke spelen, V: wedstrijden verloren, +: gescoorde doelpunten, -: doelpunten tegen, DS: doelsaldo, Ptn: totaal punten
 K: kampioen en promotie, EP: eindronde voor promotie, ED: eindronde voor degradatie D: degradatie
Doordat er 3 economische dalers waren, waren de laatste 3 ploegen uit het klassement gered. Maasmechelen nam als 18de echter wel deel aan de eindronde die het verloor.

## Eindronde voor promotie
|   |   |                      | P | W | G | V | +  | -  | DS | Ptn |
| - | - | -------------------- | - | - | - | - | -- | -- | -- | --- |
| P | 1 | K. Heusden-Zolder SK | 6 | 4 | 1 | 1 | 11 | 4  | 7  | 13  |
|   | 2 | SV Zulte-Waregem     | 6 | 2 | 1 | 3 | 9  | 10 | -1 | 7   |
|   | 3 | FC Denderleeuw EH    | 6 | 2 | 1 | 3 | 7  | 9  | -2 | 7   |
|   | 4 | KAS Eupen            | 6 | 2 | 1 | 3 | 3  | 7  | -4 | 7   |

## Degradatie-eindronde
Door de verplichte degradatie van meerdere teams kon K. Patro Maasmechelen, dat 18e eindigde, alsnog meedoen in de eindronde voor behoud. Daarin speelde een eindronde met een aantal derdeklassers en ging daar van start in de tweede ronde van die eindronde.
De officiële benamingen van deze competitie luidden achtereenvolgens Bevordering (van 1909 tot 1926), Eerste Afdeling (van 1926 tot 1952), Tweede Klasse (van 1952 tot 2016). 
In 2016 werd de Tweede Klasse opgeheven en vervangen door Eerste klasse B en Eerste klasse Amateurs.
Nationaal voetbal · Regionaal voetbal · Provinciaal voetbal · KBVB · Nationaal voetbalelftal · Nationaal dameselftal
Belgisch nationaal voetbal
Eerste klasse A · Eerste klasse B · Eerste nationale · Beker van België · Belgische Supercup
Super League · Eerste klasse (vrouwen) · Tweede klasse (vrouwen) · Beker van België (vrouwen) · Belgische Supercup (vrouwen)